# Леже, Фернан
Жозе́ф Ферна́н Анри́ Леже́ (фр. Joseph Fernand Henri Léger; 4 февраля 1881, Аржантан, Франция — 17 августа 1955[…], Жиф-сюр-Иветт, Франция) — французский живописец и скульптор, мастер декоративного искусства, член компартии.

## Биография

### Юные годы
Фернан Леже родился 4 февраля 1881 года в городе Аржантан, департамент Орн. Его отец, Анри Арман Леже, занимавшийся разведением домашнего скота, умер через несколько лет после рождения будущего художника. Мать, урождённая Мари Адель Дюнон, жила на своей ферме в Лизоре вплоть до самой смерти в 1922 году.
В 1890—1896 годы Леже учился в аржантанском колледже и в церковной школе в Теншебре, а в 1897—1899 годы — на архитектора в Канне. В 1900 году он переехал в Париж, где получил работу чертежника у архитектора. После военной службы с 1902 по 1903 год во 2-м саперном полку в Версале, Леже пробовал поступить в Высшую школу изобразительных искусств, но после получения отказа начал обучение в Высшей школе декоративного искусства. Помимо этого он посещал вольнослушателем курсы Жерома и Феррье, а также Академию Жюлиана. Леже серьёзно начал работать художником только в 25 лет, и в его ранних работах было заметно влияние импрессионизма.

### Начало творческой деятельности
В 1904—1907 году Леже совместно со своим земляком Андре Маром снимал мастерскую, и работал у архитектора и ретушером у фотографа. Зиму 1907 году из-за болезни он провёл у друга Вьеля на Корсике, в Бельтодере, куда впоследствии неоднократно возвращался. На его последующее творчество оказало заметное влияние посмертная выставка Сезанна в салоне «Независимых» в 1907 году.
В 1908 году Леже поселился в «Улье», где познакомился с Александром Архипенко, Лораном, Жаком Липшицем, а позже с Хаимом Сутиным, Марком Шагалом, Робером Делоне и их гостями: Максом Жакобом, Аполлинером, Реналем, Блез Сандраром и другими. Некоторые из них стали его друзьями. Художник принимал участие в Осеннем салоне. Познакомился с художником-примитивистом Анри Руссо — Таможенником. С 1909 года Леже примкнул к новому направлению, кубизму. В дальнейшем сюжеты его произведений стали всё более абстрактными, хотя на позднем этапе Леже отходил от абстракционизма, по крайней мере в своих станковых произведениях. Значительное место в творчестве Леже занимали социальная и индустриальная темы. Помимо живописи художник занимался также и керамикой, книжными иллюстрациями, дизайном одежды и ковров, работал в театре и кино.
В 1910 году владелец художественной галереи Даниэль-Анри Канвейлер, поддерживающий Пикассо и Жоржа Брака, купил несколько картин Леже, что позволило ему год спустя переехать на улицу Ансьенн Комеди. В Пюто он познакомился с Жаком Вийоном и через него с группой «Золотое сечение». В 1911 году вместе с Альбером Глезом, Робером Делоне и другими он участвовал в выставке «Независимых»: в зале № 41, прозванном «залом кубистов», экспонировал картину «Обнаженные в лесу». Вместе с этой группой Леже выставлялся и в Брюсселе. Позже он участвовал в Осеннем салоне картиной «Свадьба», а совместно с Андре Маром разработал проект интерьера столовой и рабочего кабинета.
В 1912 году Леже выставлял у «Независимых» картину «Курильщики» и в Осеннем салоне «Женщину в голубом». Художник участвовал и в других общих выставках, в частности в выставке группы «Золотое сечение». В том же году состоялась его первая экспозиция в галерее Канвейлера.
В мае 1913 года в Академии Васильевой Леже прочёл лекцию «Истоки живописи и её изобразительная ценность», текст которой был опубликован в Париже, Берлине и Бергене. В том же году художник участвовал в выставке «Независимых», в «Армори Шоу» и в первой выставке Осеннего салона в Берлине. В октябре 1913 года он подписал договор с Канвейлером на продажу ему своих работ. Вскоре он снял студию в доме № 86 по улице Нотр-Дам-де-Шан, которую сохранял за собой до конца жизни.
В мае 1914 года Леже выступил с новой лекцией «Новые открытия в современной живописи» в академии Васильевой. 2 августа, вскоре после начала Первой мировой войны, художник был мобилизован и направлен в саперные войска. Два года он находился на фронте под Аргонами и Верденом. В году войны он рисовал в траншеях и в местах расквартирования. В сентябре 1916 года под Верденом, где занимался транспортировкой раненых, Леже был отравлен газом. В 1917 году художник находился на излечении в Виллепинте, после чего вновь занялся живописью. В конце того же года он был уволен с военной службы.

### Активный период творчества
- 1918—1919 — Напряжённо работает, делает иллюстрации для произведений Сандрара. Женится на Жанне Лой. Начинает работать над картинами «Диски», «Город», «Механические элементы». Выставляет свои работы в парижской галерее Леонса Розенберга «Эффор модерн» и в Антверпене в галерее «Селексьон»
- 1920 — При основании журнала «Эспри нуво» завязывает дружеские отношения с Ле Корбюзье. Пишет полотна «Механик» и «Большой обед». С этого года на протяжении многих лет выставляется у «Независимых»
- 1921 — Вместе с Сандраром участвует в работе над фильмом Абеля Ганса «Колесо». Иллюстрирует книгу Андре Мальро «Бумажные луны». Знакомится с Ван Дусбургом и Мондрианом
- 1922 — Выполняет проекты декораций, костюмов и занавеса к постановке «Каток» на музыку Дариюса Мийо для Шведского балета Ральфа де Маре
- 1923 — Выполняет проекты декораций и костюмов для балета «Сотворение мира» на музыку Мийо по либретто Сандрара в постановке Ральфа де Маре. Работает над декорациями к фильму «Бесчеловечная» Марселя Л’Эрбье с музыкой Мийо; участвует в подготовке проекта одного из залов выставки «Независимых»
- 1924 — Ставит фильм «Механический балет» (операторы Ман Рэй и Дадли Мэрфи, музыка Дж. Антейла). Совместно с Озанфаном, Мари Лорансен и Александрой Экстер открывает свободную художественную школу. Читает лекцию в Сорбонне. Вместе с Розенбергом путешествует по Италии, восхищается Равенной
- 1925—1927 — С известным трудом удаётся выставить абстрактное панно на Международной выставке современных декоративных и промышленных искусств в павильоне Ле Корбюзье и в павильоне Мэллет-Стивенса, демонстрирующем проекты здания одного из французских посольств. Выставки: галерея Андерсона, Нью-Йорк; Бруклинский музей; галерея «Катр Шемен», Париж; персональная ретроспективная выставка у «Независимых». Проявляет все больший интерес к предметам
- 1928 — Выставляет 100 работ и читает лекцию в галерее Флехтхейма в Берлине; выставка в галерее «Эффор модерн» в Париже
- 1929 — Вместе с Озанфаном открывает Современную академию
- 1930 — Выставки в Лондоне в галерее Лейкестера и в Париже в галерее Поля Розенберга. Знакомится с Колдером
- 1931 — Проводит лето в Австрии у своих друзей Марфи. В сентябре-декабре совершает поездку в Нью-Йорк и Чикаго. Выставки в галереях Джона Беккера и Дюран-Рюэля
- 1932 — Преподаёт в Академии «Большой хижины». Посещает Скандинавские страны. Выставка в Нью-Йорке, в галерее Валентена
- 1933 — Большая выставка в Цюрихе, в Кунстхаусе, на которой Леже присутствует лично. Вместе с Ле Корбюзье едет в Грецию на международный конгресс современной архитектуры. На обратном пути на корабле читает лекцию «Архитектура и жизнь»
- 1934 — Выставка в галерее Виньона. Лето проводит у Марфи в Антибе. В августе в Лондоне готовит декорации для фильма Г. Дж. Уэллса «Форма вещей будущего». В сентябре выставка в Стокгольме в Современной галерее. Лекция в Сорбонне «От акрополя до Эйфелевой башни»
- 1935 — На всемирной выставке в Брюсселе оформляет зал физической культуры, построенный по проекту Шарлоты Перрьян. В октябре вновь едет в соединённые Штаты, где встречается с Ле Корбюзье. Большая выставка в Музее современного искусства в Нью-Йорке и в Институте искусств в Чикаго
- 1936 — в «Дискуссии о реализме» подчеркивает свою духовную независимость. Выставляется в Салоне мурального искусства

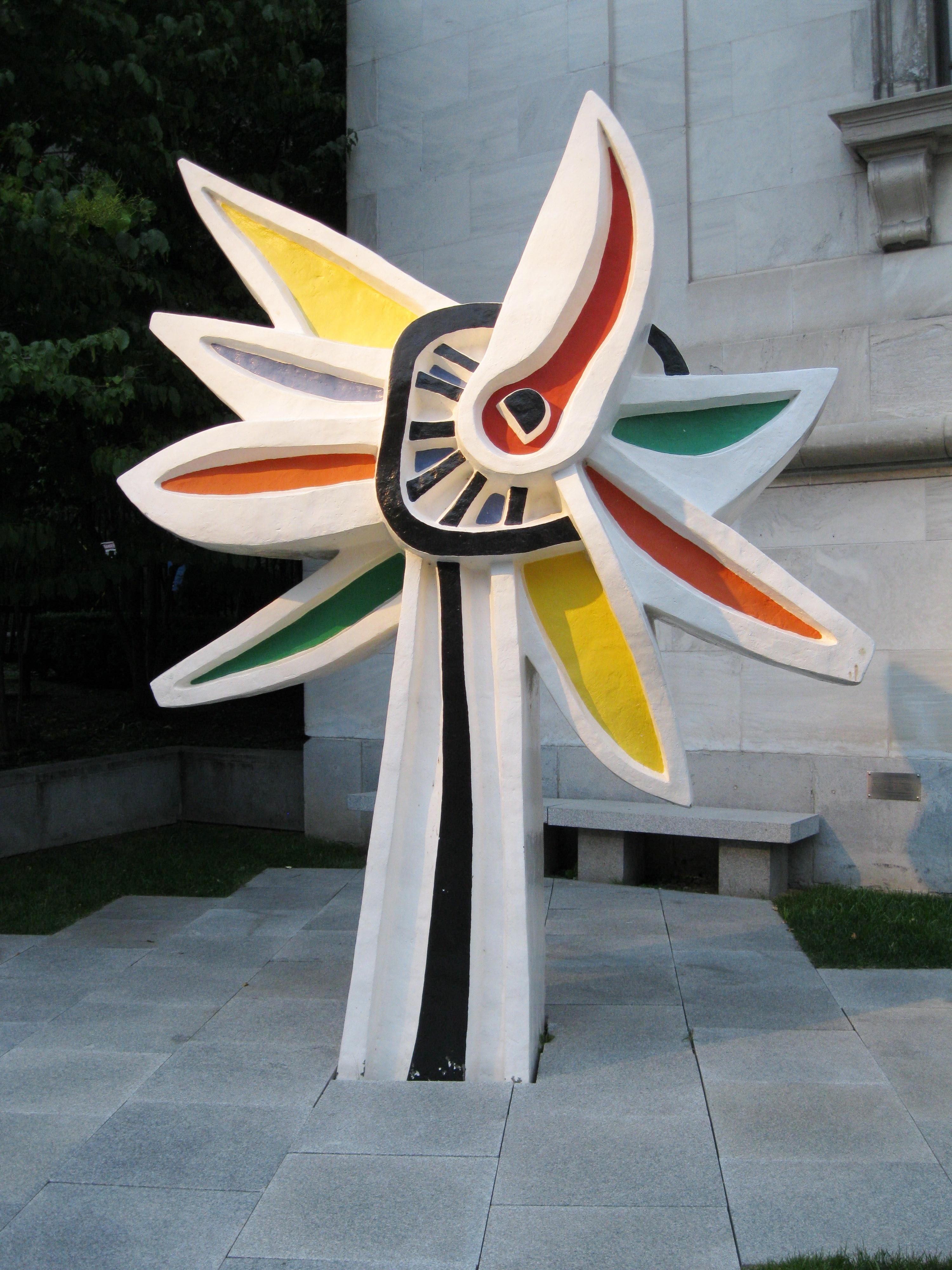
Ф. Леже. Большой подсолнух, 1952
Полихромная скульптура (крашеная бронза). Высота 354 см.
Музей изящных искусств, Монреаль, Канада

- 1937 — Декорации для балета Сержа Лифаря на музыку Риети «Торжествующий Давид», поставленного в парижской Опере. Эскизы декораций для профсоюзного праздника на Зимнем велодроме и панно для Дворца открытий на Всемирной выставке в Париже, дирекция которой предварительно отклонила уже несколько проектов. В ноябре читает в Антверпене лекцию «Цвет в мире». Выставка в галерее «Артек» в Хельсинки, где знакомится с Аалто
- 1938—1939 — Лето проводит с Ле Корбюзье в Везеле; с сентября по март находится в США, где выполняет стенные росписи для апартаментов Нельсона А. Рокфеллера младшего. Читает курс из восьми лекций в Йельском университете на тему: «Цвет в архитектуре». В Париже выполняет эскизы декораций к пьесе Ж. Р. Блока «Рождение города», поставленной на сцене, устроенной на Зимнем велодроме
- 1940—1945 — Живёт в эмиграции, в США. Преподавал в Йельском университете (там же преподают Фосийон, Мийо, Моруа). Дарит «Композицию с двумя попугаями» нью-йоркскому Музею современного искусства. Летом читает курс лекций в колледже Миллиса, где организует выставку своих картин. Начинает работать над серией «Ныряльщики». Выставляется в галерее Поля Розенберга. Встречается у Пьера Матисса с другими художниками-беженцами, завязывает дружбу с отцом Р. П. Кутюрье. Делает серию рисунков для фильма Ханса Рихтера «Сны, которые можно купить за деньги». Выставки: Музей искусств Фоггра, Кембридж; галерея Валентэна и галерея Самуэля Коотца, Нью-Йорк; галерея Луи Каре, Париж. В декабре 1945 года Возвражается во Францию. Также в 1945 году он становится членом Французской коммунистической партии.
- 1946—1947 — Отец Р. П. Кутюрье заказывает Леже мозаики и витражи для церкви в Плато д’Асси, которые художник заканчивает в 1949 году. Читает в Сорбонне доклад в курсе лекций «Труд и культура». Выставка в галерее Луи Каре, Париж. Лето 1947 года проводит в Нормандии.
- 1948 — Выполняет декорации к балету «Стальной скок» Сергея Прокофьева в постановке Сержа Лифаря в Театре Елисейских Полей. Вместе со своими учениками оформляет помещение для Международного конгресса женщин в Париже, в Порт-де-Версаль. В июне вместе с Дилем председательствует на учредительном заседании международной ассоциации кино по изобразительному искусству в Художественной школе Лувра, а также присутствует на первом фестивале этой ассоциации. Едет в Польшу для участия во всемирном конгрессе деятелей культуры в защиту мира во Вроцлаве. Вместе с Базеном и Дилемм участвует в дискуссии «Современное искусство» в Брюсселе и Антверпене.
- 1949 — Ретроспективная выставка в Национальном музее современного искусства, Париж. Пишет текст и выполняет рисунки для альбома «Цирк», изданного Териадом. Выполняет иллюстрации к книге Рембо «Озарения», эскизы декораций и костюмов к опере Дариюса Мийо «Боливар». Вместе с Роланом Брисом делает в Бьо первые керамические работы.

### Последние годы
- 1950 — Завершает картину «Строители». Выставка в галерее Тейт, Лондон. Выполняет мозаику для крипты памятника американским героям в Бастони (Бельгия). Оборудует в Бьо керамическую мастерскую. Присутствует на освещении церкви в Плато д’Асси.
- 1951 — Выставляет в галерее Лериса первые полихромные скульптуры и на Триеннале в Милане большую композицию. В сентябре делает 17 витражей и шпалеру для церкви в Оденкуре. Во время приступа ишиаса находится в Шеврёзе.
- 1952 — В феврале женится на Наде Ходасевич, двоюродной сестре поэта, с 1924 года бывшей слушательницей его Академии, а затем его ассистенткой. Поселяется в квартале Гро-Тийоль в Жиф-сюр-Иветт. В апреле — выставка и лекция в Кунстхалле в Берне; другие выставки: Музей Антриб; галереи Бери и Луи Каре, Париж; галерея Сиднея Жаниса, Нью-Йорк. Участвует в 26-й Биеннале в Венеции. Панно для большого зала заседаний здания ООН в Нью-Йорке. Декорации и костюмы для балета в постановке Жаннины Шара в Амбуазе.
- 1953 — Передвижная выставка в Японии, выставки в Галерее современного искусства, Нью-Йорк, в Институте искусств, Чикаго, и в Сан-Франциско; выставка цветных скульптур в галерее Луи Каре. Лекция «Современная живопись» в Брюсселе. Иллюстрации к стихотворению Элюара «Свобода».

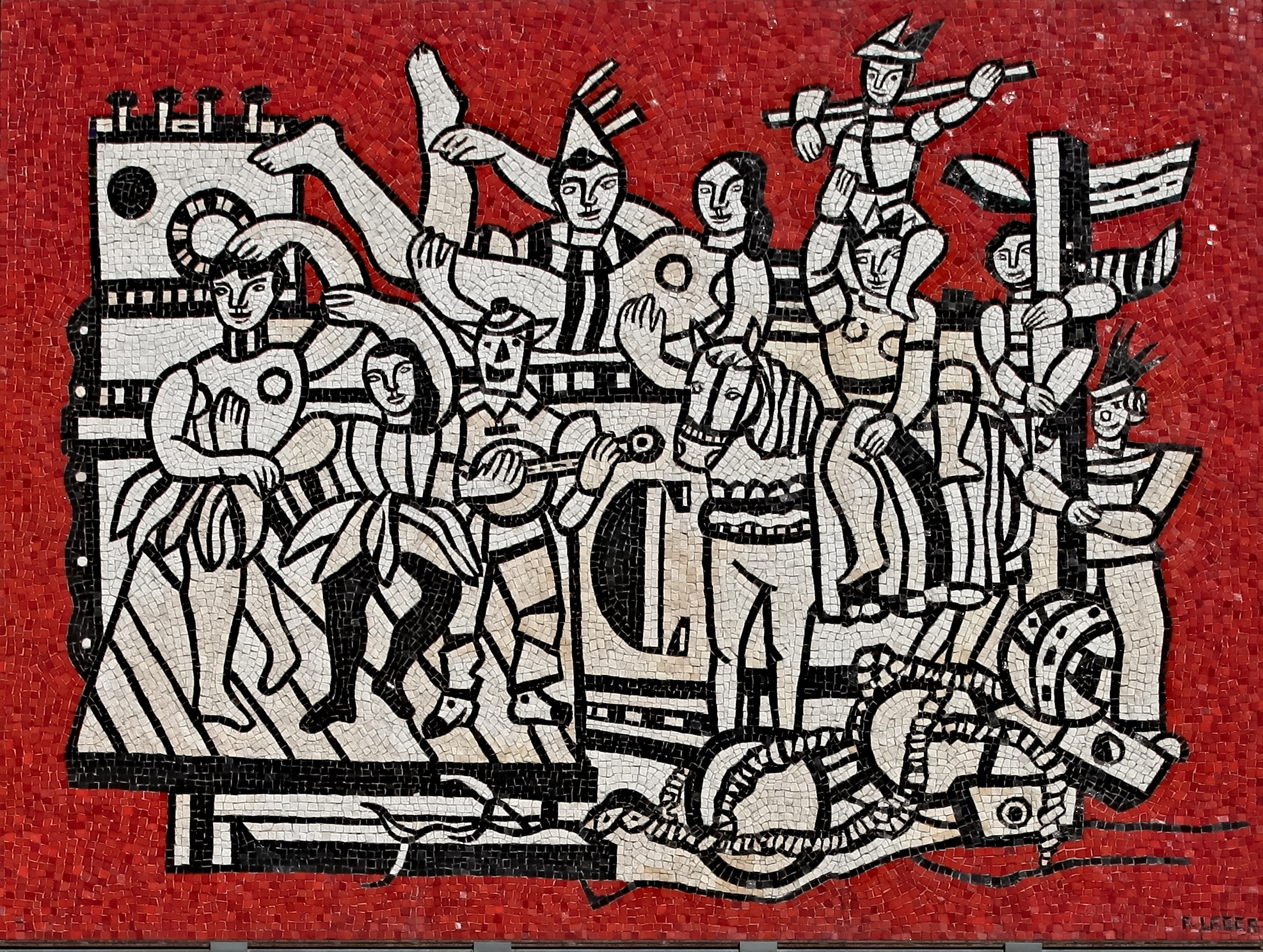
Большой парад. Мозаика, 1953—1958
Национальная галерея Виктории, Мельбурн, Австралия

- 1954 — Мозаика и витражи для Каракасского университета, заказанные Раулем Виллануэва; витраж в Каракасе для Инносенте Паласиоса; витражи для церкви в Курфевре; подготовительные этюды для Мемориальной больницы в Сен-Ло, открытой в 1956 году. Выставляет картины «Загородная прогулка» и «Большой парад» в Доме французской мысли; выставка в галерее Каре.
- 1955 — Первые эскизы к «Сталинградской битве». Поездка в Чехословакию на Спартакиаду. Настенная роспись здания объединения «Газ-де-Франс» в Альфортвилле. Получает Гран при на Биеннале искусства в Сан-Паулу. Ретроспективная выставка в Лионском музее. Умирает 17 августа в городке Жиф-сюр-Иветт в Иль-де-Франс. Похоронен на местном кладбище. Памятная выставка в честь Фернана Леже в Галерее Моэта.

## Личная жизнь
1-й брак — (с 1919 года) Жанна-Огюстин Лои (умерла в 1950 году).
2-й брак — Надя Ходасевич-Леже (с 21 февраля 1952 года).

## Произведения
- «Обнажённые в лесу», 1909—1910, Государственный музей Крёллер-Мюллер, Оттерло;
- «Дама в голубом», 1912, Публичное художественное собрание, Базель
- «Город», 1919, Музей искусств, Филадельфия;
- «Джоконда и ключи», 1930, Музей Леже, Биот
- «Строители», 1951, Музей изобразительных искусств им. А. С. Пушкина, Москва
- мозаики и витражи церквей в Асси (1949) и Оденкуре (1951), университета в Каракасе (1954), в панно для здания ООН в Нью-Йорке (1952).

Кроме того, по эскизам Леже уже после смерти художника был оформлен музей его имени в Биот (1956—1960), выполнены мозаики в Молодёжном центре в Корбей-Эсон (1965—1966), витражи в Институте Мориса Тореза в Париже (1966) и Доме кино в Москве (1968).

## Сочинения
- Fonctions de la peinture, P., 1970.